# Вербове (Криворізький район)
Вербо́ве — село в Україні, у Девладівській сільській громаді Криворізького району Дніпропетровської області.
Населення — 9 мешканців.

## Географія
Село Вербове знаходиться на відстані 1 км від села Любе і за 2 км від села Яр. По селу протікає пересихаючий струмок з загатою.

## Населення

### Мова
Розподіл населення за рідною мовою за даними перепису 2001 року:
| Мова       | Відсоток |
| ---------- | -------- |
| українська | 100 %    |

## Інтернет-посилання
- Погода в селі Вербове [Архівовано 21 грудня 2011 у Wayback Machine.]

1. ↑  Рідні мови в об'єднаних територіальних громадах України — Український центр суспільних даних